# 浜田初
浜田 初（はまだ はじめ、1983年8月31日 - ）は、日本の女優、声優。兵庫県神戸市出身。

## 略歴
声優になるきっかけは、頭も悪く、不器用で、オタクで、暗く、「何にもないわたしでも、やれば成れる!こんなわたしでもやれば出来る!ダメな人間でも下克上できるんじゃ!」というのを自分で証明したく始めたところもあった。その後、「わたしと同じような想いをもっている人にも、勇気をもって自分がやりたいことを諦めない心が伝われば」という想いだったからであったという。
アズリードカンパニー元所属。

## 人物
方言は関西弁。
特技はブリッジ。趣味はF1観戦、食べること、読書、カメラ、散歩。
5歳下の弟がいる。

## 出演作品
※太字はメインキャラクター。

### 映画
- 青空のルーレット
- 20世紀少年

### テレビ番組
- オニ発注
- サタデーバリューフィーバー「コンプリート・チョイス」（日本テレビ受付嬢 役）

### テレビアニメ
- ドラえもん
- 未確認で進行形（子供、女子生徒）
- 小森さんは断れない!
- 三者三葉（女子A）

### 吹き替え
- オーメン 呪戒（サラ）
- アメリカンバナナパイ
- トランスフォーサー（アリシア）
- 2022 TSUNAMI（研究員）
- ラブ・クライム
- ジョン・マルコヴィッチのレディース・ルーム（ローレン）
- エレベーター（マデリン）
- クロッシング・デイ（ステイシー）
- チョコレート・ガール　バッド・アス!!
- 人生のストライク・ボール!（ドンチョル）
- ヨンガシ変種増殖（キョンソン）
- アドベンチャーズ　謎の古代兵器と3つの神話（ミッキー）

### ライブ
- アンチスター（ミナミ）
- HoneysComin'

### ラジオ
- 堀川りょうの声優への道 番組内ドラマ ミラクルボイスアクターR（樽谷マキ）
- 堀川りょうと市川洋介のパケdioアニラジチャンネル
- アニメイトTVHoneysComin'のはにかみ!

### Webドラマ
- 81keys（ディアリノ）
- 雨が降ると君は優しい 第7話（2017年9月16日、Hulu）

### ドラマCD
- のぶながっ!(木下藤吉郎）

### CM
- セカンドライフ内マシニマ
  - ユニリーバ・ジャパン株式会社
    - セカンドコア株式会社

### その他
- 声優フェスタ2008inみくに」福井県
- セカンドライフ内「堀川りょうのアニソン魂〜秋の陣〜」
- 「堀川りょうのアニソン魂〜冬の陣〜with蝶野正洋」
- 千葉ポートアリーナ「CRASH II〜NEW JAPAN CUP 2008〜」
- 六本木Viper room「クリスマス・ダイナマイト」
- 「ARISTRIST」キャンペーンガール